# Survive Style 5+
Survive Style 5+ är en japansk actionkomedi från 2004 regisserad av Gen Sekiguchi. Medverkar gör bland andra Tadanobu Asano, Hiroshi Abe, Vinnie Jones, Shihori Kanjiya och Kyôko Koizumi.